# Ludovico Carbone
Ludovico Carbone - en llatí Carbonius o Carbonus - Cremona, 1 de maig de 1430 - Ferrara, 6 de febrer de 1485) va ser un poeta, orador, traductor i acadèmic italià. A la Biblioteca Museu Víctor Balaguer de Vilanova i la Geltrú s'hi conserva una exemplar de la medalla que li dedicà Sperandio de Màntua.
Probablement va néixer a Cremona el 1430, en una família de comerciants amb qui va viure una infància que ell mateix descriu com a pobre. El 1469, en ocasió de la visita del Frederic III a Ferrara, Carbone va dedicar una composició de salutació solemne. Amb la introducció de la impremta va incrementar les seves activitats i la difusió de les seves obres: el 1471 a va publicar a Venècia, juntament amb Valdarfer, un comentari de Servi a Virgili, les oracions i cartes del cardenal Bessarió, traduïdes a la llengua vernacla per ell, i una antologia de cartes entre Ciceró i Plini.
Va traduir del grec obres vernacles d'Onosandre i Claudi Elià.  El 25 d'abril de 1473, va ser designat orador oficial i va donar instruccions per transmetre les salutacions dels governs estatals ducals amb una processó solemne de quatre-centes persones, dirigida per Segimon d'Este que va començar des Ferrara. La processó va passar per Bolonya, Florència, Siena, Roma i Nàpols per escortar Elionor d'Aragó: Carbone va ser preferit com a escriptor abans que d'altres escriptors il·lustres contemporanis com Matteo Maria Boiardo o Niccolò da Correggio.
En la seva vellesa, que va patir greus dificultats econòmiques, a causa de les conseqüències pressupostàries sofertes per Ferrara a causa de la guerra contra Venècia. Encara es dedicà a la literatura fins a l'octubre de 1484 morint pocs mesos més tard.